# FAMAS Award voor beste vrouwelijke bijrol
De FAMAS Award voor beste vrouwelijke bijrol is een van jaarlijkse FAMAS Awards en wordt uitgereikt aan de Filipijnse actrice die volgens de leden van de Filipino Academy of Movie Arts and Sciences de beste bijrol van het voorgaande kalenderjaar speelde. Voor de prijs worden gewoonlijk vijf actrices genomineerd. Tijdens de jaarlijkse prijzenavond (Gabi ng Parangal) wordt bekendgemaakt wie van deze vijf actrices de prijs wint.

## Winnaars
- 1953 - Nida Blanca
- 1954 - Katy de la Cruz
- 1955 - Carol Varga
- 1956 - Celia Fuentes
- 1957 - Rosa Mia
- 1958 - Etang Discher
- 1959 - Marlene Dauden
- 1960 - Marlene Dauden
- 1961 - Arsenia Francisco
- 1962 - Lina Carino
- 1963 - Gloria Sevilla
- 1964 - Marlene Dauden
- 1965 - Celia Rodriguez
- 1966 - Leni Alano
- 1967 - Celia Rodriguez
- 1968 - Bella Flores
- 1969 - Lourdes Medel
- 1970 - Eva Darren
- 1971 - Hilda Koronel
- 1972 - Marissa Delgado
- 1973 - Marissa Delgado
- 1974 - Suzette Ranillo
- 1975 - Anita Linda
- 1976 - Anna Gonzales
- 1977 - Mona Lisa
- 1978 - Armida Siguion-Reyna
- 1979 - Angie Ferro
- 1980 - Perla Bautista
- 1981 - Perla Bautista
- 1982 - Chanda Romero
- 1983 - Sandy Andolong
- 1984 - Maricel Soriano
- 1985 - Perla Bautista
- 1986 - Dina Bonnevie
- 1987 - Nida Blanca
- 1988 - Nida Blanca
- 1989 - Gloria Romero
- 1990 - Cherie Gil
- 1991 - Gina Alajar
- 1992 - Dawn Zulueta
- 1993 - Maricel Laxa
- 1994 - Sharmaine Arnaiz
- 1995 - Caridad Sanchez
- 1996 - Armida Siguion-Reyna
- 1997 - Gina Alajar
- 1998 - Isabel Granada
- 1999 - Anita Linda
- 2000 - Glydel Mercado
- 2001 - Alessandra de Rossi
- 2002 - Caridad Sanchez
- 2003 - Kris Aquino
- 2004 - Celia Rodriguez
- 2005 - Aleck Bovick
- 2006 - Gloria Diaz
- 2007 - Gina Pareño
- 2008 - Irma Adlawan
- 2009 - Snooky Serna - Paupahan
- 2010 - Gloria Diaz - Sagrada Familia
- 2011 - Eugene Domingo - Here comes the Bride
- 2012 - Angelica Panganiban - Segunda Mano
- 2013 - Jaclyn Jose - A Secret Affair
- 2014 - Bela Padilla - 10000 Hours
- 2015 - Sylvia Sanchez - The Trial
- 2016 - Lorna Tolentino
- 2017 - Liza Diño
- 2018 - Odette Khan
- 2019 - Adrienne Vergara